# Andromache (cantora)
Andromache Dimitropoulou (em grego: Ανδρομάχη Δημητροπούλου; Siegen, Alemanha, 12 de outubro de 1994), conhecida artisticamente como Andromache ou Andromachi é uma cantora grega-alemã, que representou o Chipre no Festival Eurovisão da Canção 2022.

## Biografia
Filha de gregos emigrados em Siegen, Alemanha, nasceu e viveu naquela cidade até de se mudar para a Grécia aos 10 anos de idade. Enquanto estudava filologia alemã em Atenas, começou a cantar em Lechaina, Elis e Gazi, Atenas.
Em 2015, participou na 2.ª temporada do The Voice da Grécia, onde foi eliminada no segundo espetáculo em direto.

## Discografia

### Álbuns
- 2022 – Ela

### Singles
- 2017 – To feggari
- 2018 – Den mporō
- 2019 – Den se dialexa
- 2019 – Na 'soun psema
- 2020 – S'agapō
- 2021 – Vasano mou
- 2022 – Ela
- 2022 – If You Were Alone (com WRS)
- 2023 – Pes tīs